# Judenberg (Duggendorf)
Judenberg ist ein Gemeindeteil von Duggendorf im Oberpfälzer Landkreis Regensburg in Bayern. 
Das Dorf Judenberg liegt in der Gemarkung Heitzenhofen etwa zweieinhalb Kilometer nordöstlich von Duggendorf.

## Geschichte
Der Name Judenberg leitet sich vom Namen der Herzogin Judith ab, die diesen Bergrücken mitsamt der Mühle in Heitzenhofen ca. 970 n. Chr. dem Kloster Niedermünster zu Regensburg vermacht hatte. Im Mittelalter dürfte hier ein Hof entstanden sein, der eine Vogtei bildete, d. h. Grundzins, Stift und Getreidegült gingen an das Kloster, der weltliche Vogtherr bezog Scharwerk und Vogteihafer. Anfang des 14. Jhs. erscheint Judenberg als Eigenbesitz eines Heinrich Pilzheimers. Das Kloster hatte den Hof samt allen Gefällen an ihn verkauft. Der Ministeriale Heinrich Pilzheimer verkaufte seinerseits den Hof 1376 an das Kloster St. Paul. Als nächster wird Kapellan Christian Hanlich als Käufer angeführt, welcher den Hof wiederum 1467 an Hans Moller verkaufte, der in Heitzenhofen einen Eisenhammer erbaut hatte. Moller war sehr bestrebt, die umliegenden Untertanen und Zehenten zu erwerben, um aus Heitzenhofen eine Landsasserei zu machen. Er besaß auch den Paulinischen Zehent vom Judenberg, den er 1469 seiner Kirchenstiftung zu Kallmünz (Engelmessstiftung) vermachte. 
Die Moller besaßen Judenberg bis 1669 darauf. Am 30. September 1668 dieses Jahres erwarb das öd liegende Hammergut Heitzenhofen um 2650 fl Sigmund Friedrich Kuchler von Jochenstein, ein Adeliger aus Kärnten. 1734 folgte ihm Freiherr von Strahl, dann 1782 der von Murau als Landsasse. Am 20. März 1865 wird Karl Graf von Oberndorff Inhaber des Schlossgutes Heitzenhofen. Nachdem dieser auch die Hofmark Wolfsegg innegehabt hatte, trat Judenberg zum ersten Mal mit der Herrschaft Wolfsegg in eine Beziehung. saßen Um 1600 saßen am Judenberg der Hofbauer Albrecht Würdinger, sodann Wilhelm Stegerer und Agatha sowie Stefan Schmidlehner. Um 1700 werden hier Wolf Würdinger, Wolf Stegerer, Hans Fuchs (dessen Sohn Abraham heiratete 1710 nach Wolfsegg), Stefan Glockner und Wilhelm Seidl (1742, Söldner) genannt. Um 1700 war Judenberg ein Dörfchen. Die ältesten Hausnamen ruhen auf dem Anwesen „beim Grob’nloibl“ und beim „Stegerer Jackl“. Auch ein Dorfhandwerker mit einigem Geflügel ließ sich nieder, der „Hammerschuster“. Auf das früher stark betriebene Picheln weisen in der Ortschaft die Namen „beim Pech“ und „beim Schmierpauli“ hin. Im „Kuchlerhölzl“, benannt nach dem Landsassen Freiherr von Kuchler zu Heitzenhofen, soll früher ein Kalkofen gestanden haben. 
Judenberg gehörte bis zum 1. Januar 1971 zur selbständigen Gemeinde Heitzenhofen. Heitzenhofen war bis zum 1. Mai 1978 nach Wolfsegg eingemeindet. Nach einem Bürgerentscheid wurde im Zuge der Gemeindegebietsreform zum 1. Mai 1978 Judenberg mitsamt den anderen Ortsteilen von Heitzenhofen nach Duggendorf umgemeindet. 